# Batistério de Pádua

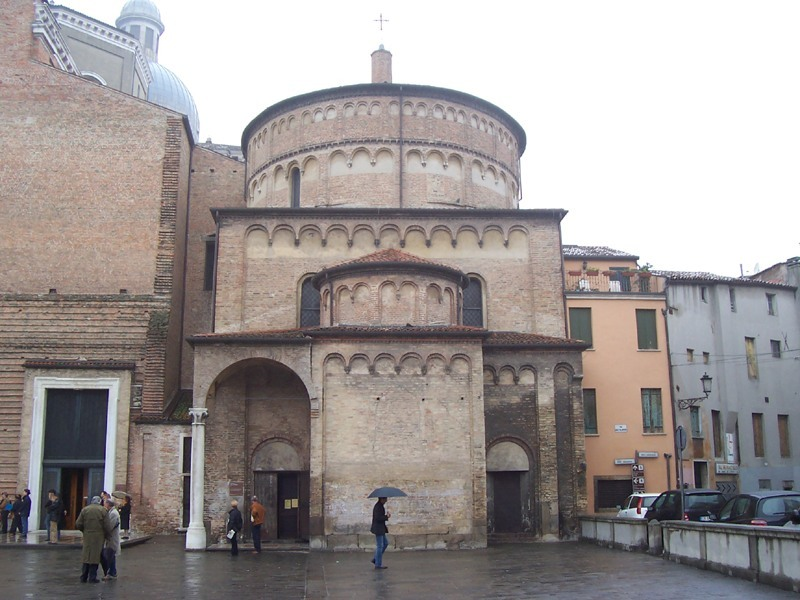
Fachada

O Batistério de Pádua é uma edificação histórica da comuna de Pádua, na Itália, anexa à Catedral de Pádua.
A estrutura primitiva foi erguida provavelmente no fim do século XII, sendo um notável representante do estilo românico lombardo. Nas primeiras décadas do século XIII foi realizada a primeira parte da importante série de afrescos pela qual o Batistério se tornou famoso. Na segunda metade do século XIV o edifício sofreu algumas modificações por ordem do então senhor de Pádua, Francisco de Carrara, o Velho, que desejou transformá-lo em sua capela sepulcral. Sobre a planta quadrada com uma pequena abside foi erguida uma cúpula, substituindo o telhado de madeira, foi aberta uma janela gótica na parede sul da abside, removeu-se a pia batismal e acrescentou-se um pequeno pórtico na entrada.
Na mesma época a finalização da decoração de afrescos foi encarregada a Giusto de' Menabuoi, que trabalhou entre 1375 e 1378, cobrindo inteiramente as superfícies internas, criando um ciclo que é considerado sua obra-prima. A cena principal está na parede onde se abre a abside, mostrando a Crucificação de Jesus. Na cúpula está uma grande figura do Cristo Pantocrator, e outras cenas ilustram várias passagens bíblicas. O altar ostenta um grande santoral, um políptico com vários painéis mostrando santos, também de autoria de Menabuoi, com a figura da Virgem ao centro, entronizada, com o Menino Jesus em seu regaço. Em 1443 foi reinstalada uma pia batismal, esculpida por Giovanni da Firenze.

## Galeria

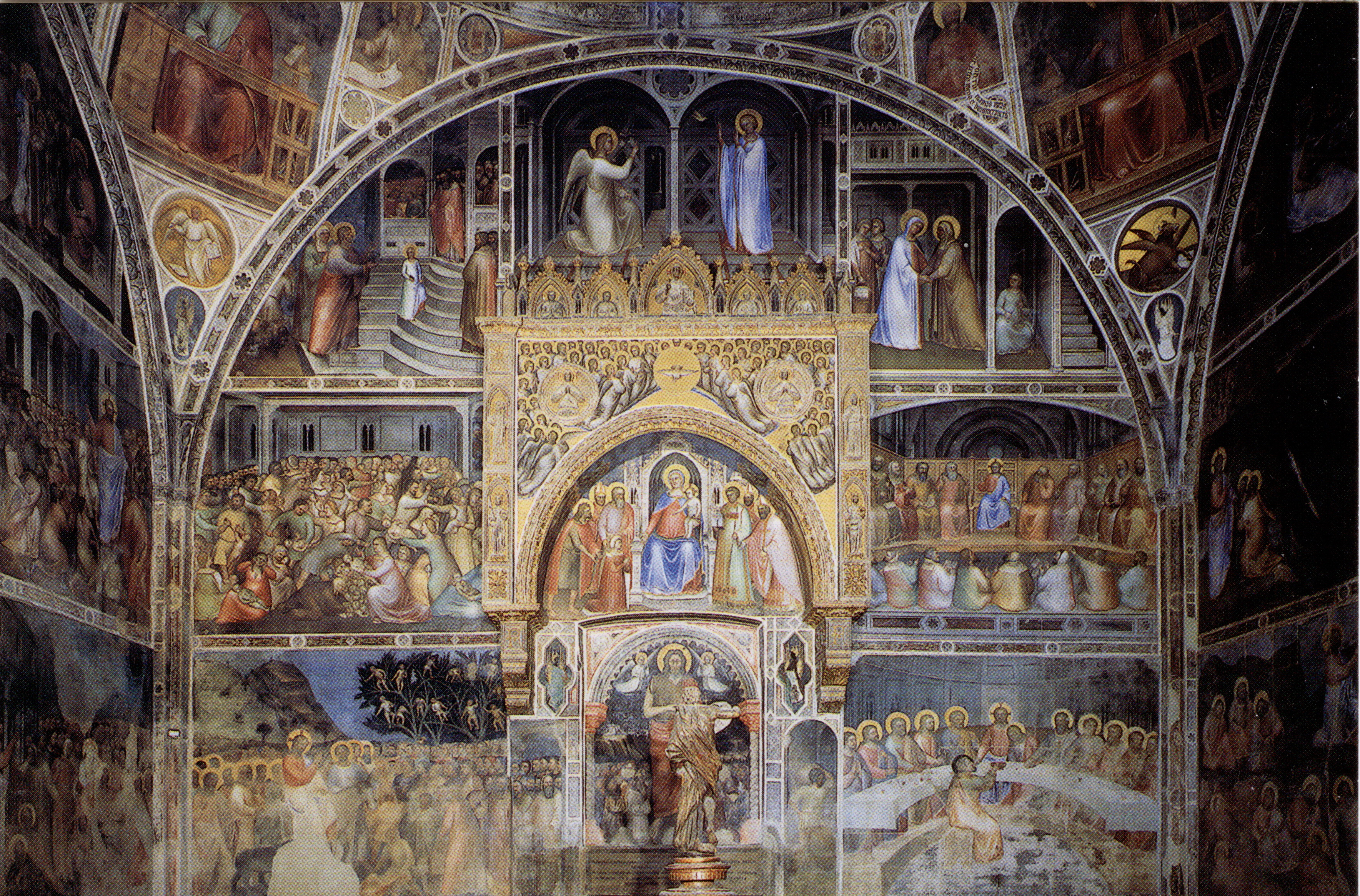
Muro Oeste.
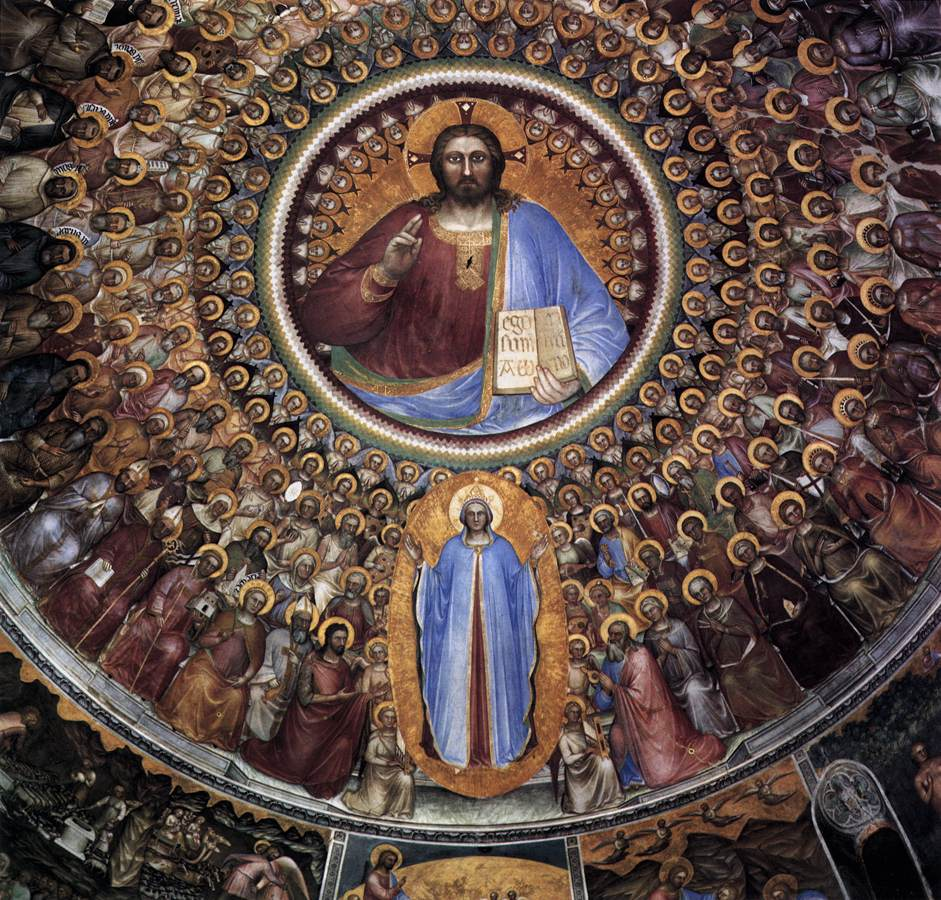
O Cristo pantocrator da cúpula.
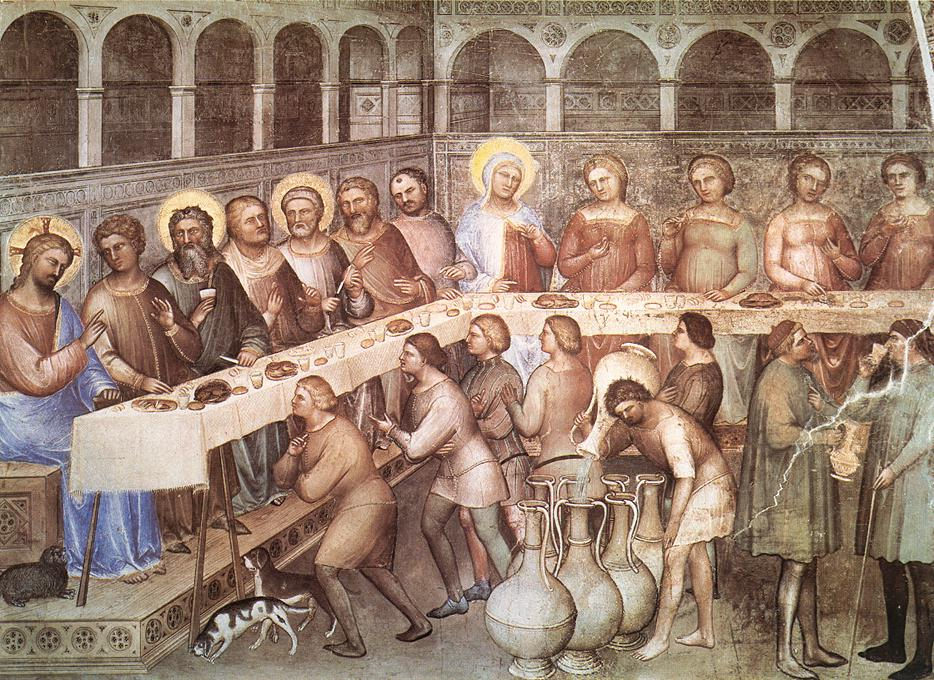
"As Bodas de Caná". Muro Norte
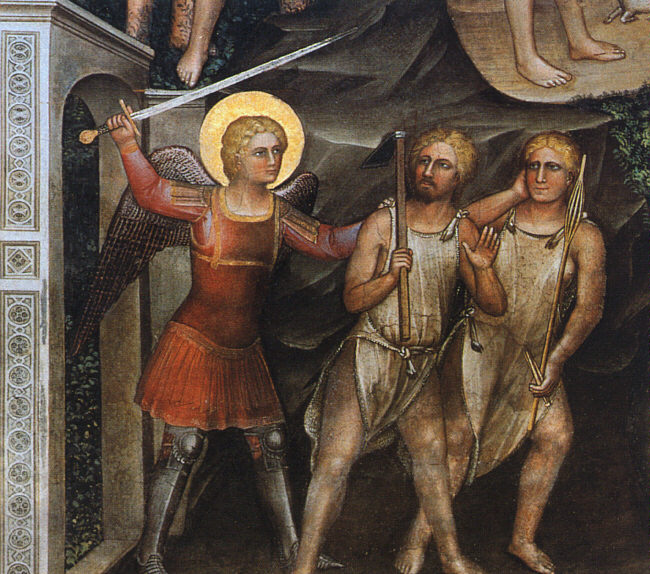
"Adão e Eva expulsos do Paraíso." Cúpula.
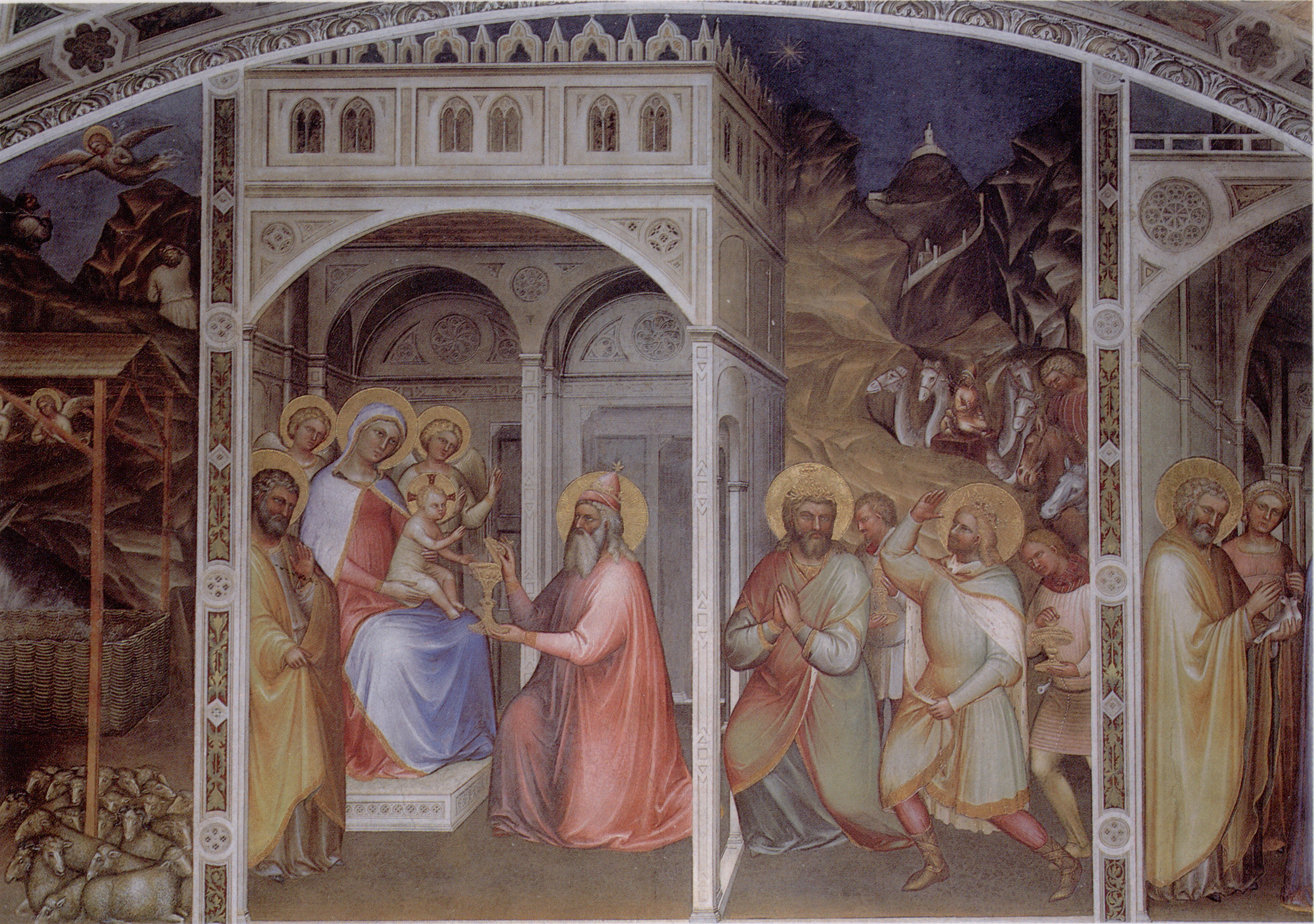
"Os Três Reis Magos". Muro Norte
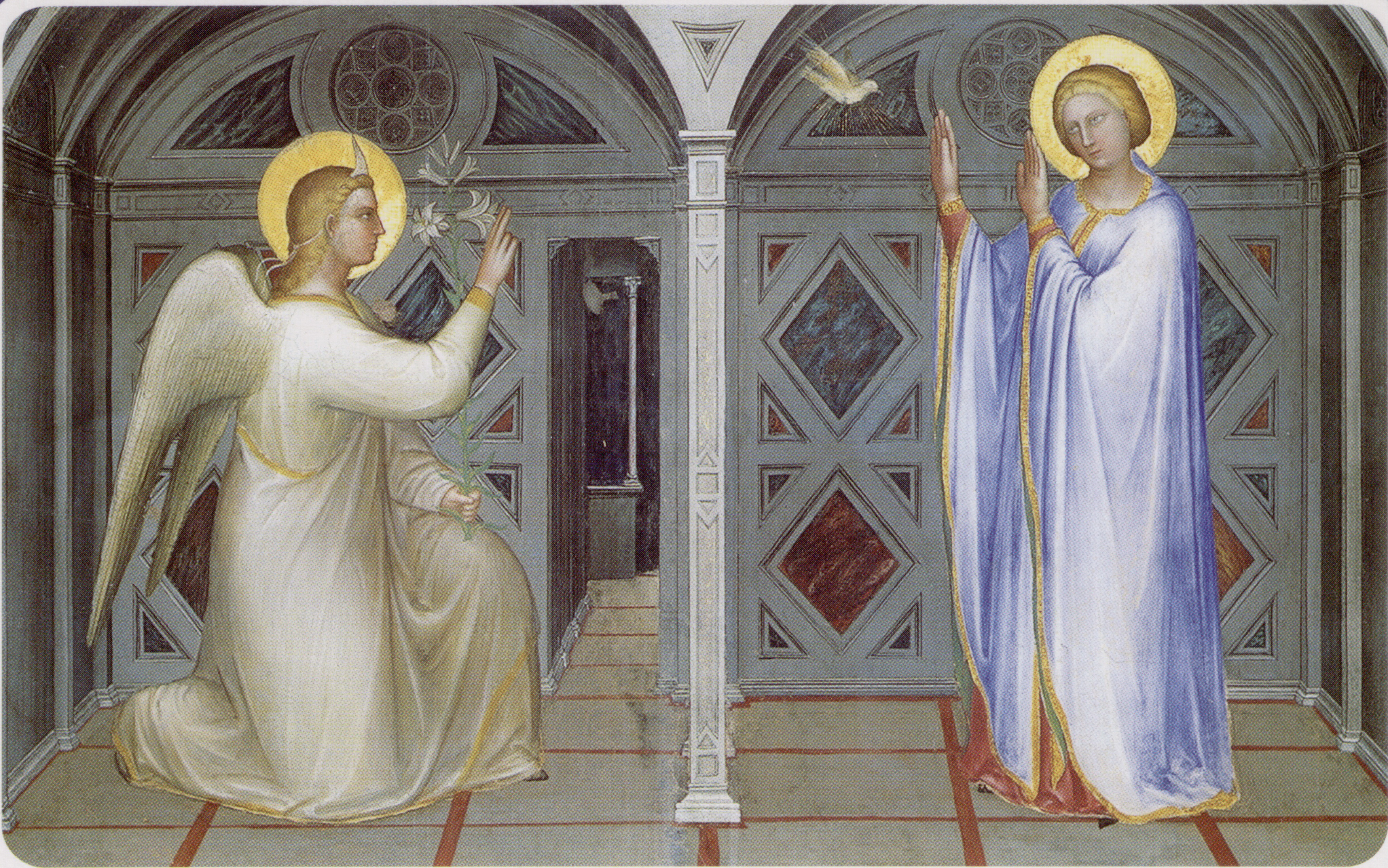
"A Anunciação". Muro Oeste
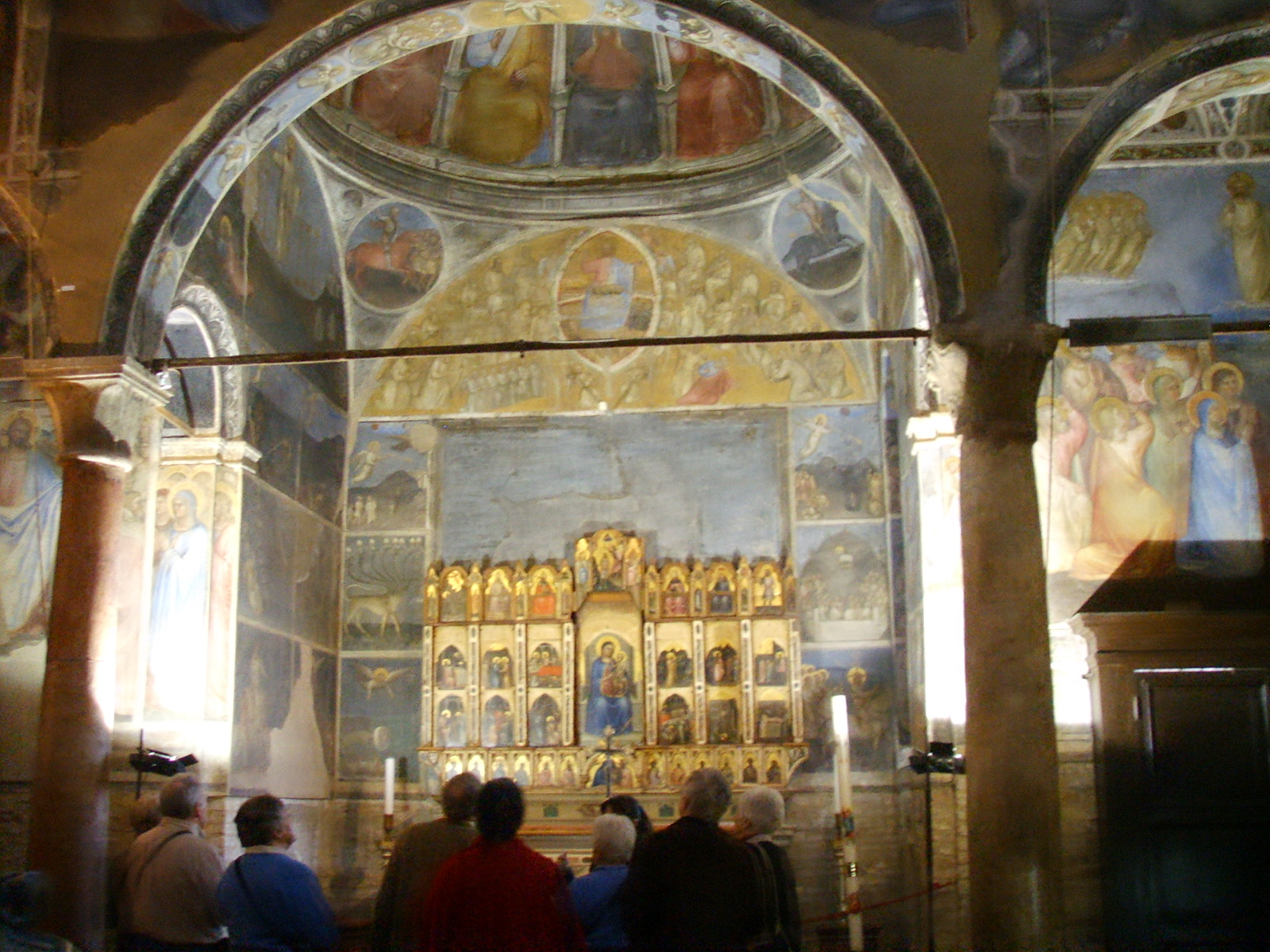
Políptico de Giusto de Menabuoi no altar do Baptistério.
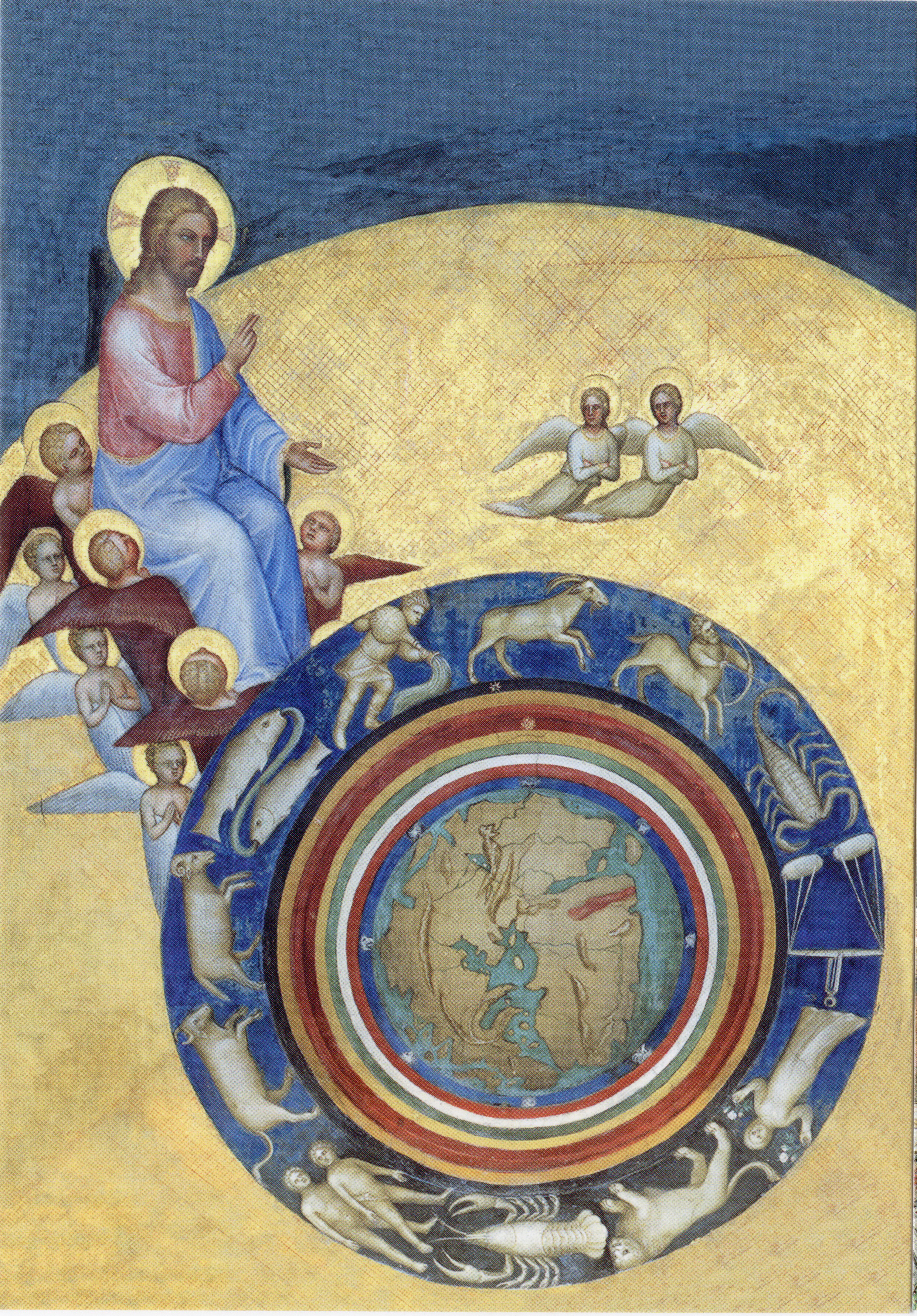
La Création du Monde.